# Список керівників держав 620 року

Список керівників держав 620 року — це перелік правителів країн світу 620 року.
Список керівників держав 619 року — 620 рік — Список керівників держав 621 року — Список керівників держав за роками

## Європа
- Аварський каганат — каган Органа (617–630)
- Арморика — король Саломон II (612–658)
- Баварія — герцог Гарібальд II (610—625/630)
- Британські острови:
  - Англія — бретвальда Едвін Святий (616–633)
  - Бріхейніог — король Ідваллон ап Лліварх (580–620), його змінив син король Ріваллон ап Ідваллон (620–650)
  - Вессекс — король Кінегільс (611–643)
  - Гвінед — король Кадван ап Іаго (613–625)
  - Дал Ріада — король Еохайд I (608—629)
  - Дівед — король Ноуі Старий (615–650)
  - Думнонія — король Клемен ап Бледрик (613–633)
  - Ессекс:
    - король Сексбальд (616–623)
    - король Сексред (616–623)
    - король Севард (616–623)

  - Кайр-Гвендолеу — король Араун ап Кінварх (573 — бл. 630)
  - Кент — правили два брати король Едбальд (616–640) та король Етелуалд (616–630)
  - Мерсія — король Кіорл (606–626)
  - Нортумбрія — король Едвін Святий (616–633)
  - Південний Регед — король Тегід ап Гвайд (613–654)
  - Північний Регед — король Ройд ап Рін (616–638)
  - Королівство піктів — король Нехтон II (599–620), його змінив король Кініох (620–631)
  - Королівство Повіс — король Ейлудд ап Кінан (613–642)
  - Стратклайд (Альт Клуіт) — король Нехтон ап Гвідно (617–621)
  - Східна Англія — король Редвальд (593–624)
- Бро Варох — король Канао II (594–635)
- Вестготське королівство — король Сісебут (612–621)
- Візантійська імперія — імператор Іраклій (610–641)
  - Африканський екзархат — екзарх Григорій (610–647)
  - Равеннський екзархат — екзарх Григорій I (619–625)
- Домнонія — король Юдікаель Святий (610–640)
- Ірландія — верховний король Суібне Менн (615–628)
  - Айлех — король Суібне Менн (615–628)
  - Коннахт — король Маел Котад (601/602 — 622)
  - Ленстер — король Ронан мак Колман (605–624)
  - Манстер — король Катал мак Аедо (618–628)
  - Улад — король Фіахне мак Баетан (588–626)
- Королівство лангобардів — король Адалоальд (615/616 — 626)
  - Герцогство Беневентське— герцог Арехіз I (591–641)
  - Герцогство Сполетське — герцог Теоделап (602–652)
  - Герцогство Фріульське — герцог Гразульф (617–651)
- Святий Престол — папа римський Боніфацій V (619–625)
- Франкське королівство — король Хлотар II (584–629)
  - Австразія — мажордом Хуго (617–623)
  - Бургундія — мажордом Варнахар (617–626)
  - Герцогство Васконія — герцог Женіал (602–626)
  - Нейстрія — мажордом Гундоланд (612–639)
- Фризія — король Аудульф (600-?)
- Швеція — король Інґвар Високий (615—620)

## Азія
- Абазгія — князь Барук (бл. 610 — бл. 640)
- Диньяваді (династія Сур'я) — раджа Сур'я Тхета (618–640)
- Джабія (династія Гассанідів) — цар Аль-Мундір IV ібн Джабала (614 — ?)
- Західно-тюркський каганат — каган Тун-Джабгу хан (618–630)
- Індія:
  - Вішнукундина — цар Янссрайя Мадхав Варма IV (573–621)
  - Гаудадеша — раджа Шашанка (590–626)
  - Західні Ганги — магараджа Полавіра (604–629)
  - Камарупа — цар Бхаскарварман (600–650)
  - Маітрака — магараджа Хараграха I (бл. 615 — бл. 626)
  - Династія Паллавів  — махараджа Махендраварман I (571–630)
  - Держава Пандья — раджа Мараварман Авані Куламані (590–620), його змінив раджа Сезіян Сендан (620–640)
  - Раджарата — раджа Сіламегаванна (614–623)
  - Імперія Харша — магараджа Харша (606–646)
  - Чалук'я — раджа Пулакешин II (609–642)
- Картлі — ерісмтавар Стефаноз I (590–627)
- Кахетія — князь Адарнасе I (580–637)
- Китай:
  - Династія Тан — імператор Гаоцзу (618–626)
  - Тогон — Муюн Фуюнь (597–635)
- Корея:
  - Когурьо — тхеван (король) Йонню (618–642)
  - Пекче — король Му (600–641)
  - Сілла — ван Чінпхьон (579–632)
- Паган — король Попа Сорахан (613–640)
- Персія:
  - Держава Сасанідів — шахіншах Хосров II Парвіз (591–628)
- Східно-тюркський каганат — каган Чуло-хан Сіліг-бег-шад (619–620), його змінив каган Кат Іль-хан Багадур-шад (620–630)
- Тарума (острів Ява) — цар Кертаварман (561–628)
- Тао-Кларджеті — князь Гурам II (619–678)
- Тибет — цемпо Сронцангамбо (617–650)
- Чампа — князь Самбуварман (572–629)
- Ченла — раджа Ішанаварман I (611–628)
- Японія — імператриця Суйко (592–628), правила за допомогою небіжа принца Шьотоку (592–622)

## Африка
- Аксумське царство — негус Армах (614-630/632)

## Північна Америка
- Цивілізація Майя:
  - Караколь — цар К'ан II (618–658)
  - Копан — цар К'ак'-Ті-Чан (578–628)
  - Паленке — цар К'ініч Ханааб Пакаль I (615–683)
  - Тоніна — цар К'ініч Гікс Хапат (595–665)